# Irvine, Skottland
Irvine är huvudorten i kommunen North Ayrshire i Skottland, Storbritannien. Irvine ligger 14 meter över havet och antalet invånare är 32 748.
Terrängen runt Irvine är platt. Havet är nära Irvine åt sydväst.Runt Irvine är det tätbefolkat, med 913 invånare per kvadratkilometer. Närmaste större samhälle är Ayr, 17,4 km söder om Irvine. 